# Емехард
Емехард (на немски: Emehard; † 27 февруари 1105, Вюрцбург) е епископ на Вюрцбург от 1089 до 1105 година.

## Биография
Той е най-възрастният син на граф Рихард фон Комбург от фамилията на графовете на Ротенбург-Комбург. Брои се като граф Емехард II. Племенницата му Гертруда († 1130), дъщеря на най-малкия му брат граф Хайнрих II фон Ротенбург, се омъжва през 1115 г. за крал Конрад III.
Преди 1054 г. Емехард е субдякон в епископство Вюрцбург. През 1089 г., една година преди смъртта на епископ Адалберо, Емехард е номиниран като негов наследник за епископ на Вюрцбург. След смъртта му Хайнрих V поставя през 1105 г. един гегенепископ с името Руперт, но епископ Ерлунг успява да се наложи като наследник.